# Gansė
Gansė je řeka 1. řádu v Litvě, v Žemaitsku v okrese Kelmė, pravý přítok řeky Venta, do které se vlévá 1 km severozápadně od vsi Šeškupis, 9,5 km východně od města Užventis, 313,7 km od jejího ústí do Baltského moře. Pramení 0,5 km západně od vsi Knašiai, 7 km severně od okresního města Kelmė. Teče zpočátku směrem západním, protéká jezerem Varvalis, za ním teče k severu, po 0,5 km se stáčí k východu, po 2 km opět k severu, později severozápadu, po soutoku s potokem Ramočia se stáčí ostře k východu, protéká nevelkým rybníkem a vzápětí složitou rozlehlou soustavou rybníků – sádek Pavėžupio tvenkiniai kolem muzea rybářství/rybníkářství v obci Laikšės. U obce Lykšilis se stáčí k západu, po soutoku se Smertupisem k severu až do soutoku s Ventou. Průměrný spád je 154 cm/km

## Přítoky
- Levé:

| Hydrologické pořadí | Řeka      | Délka (km) | Povodí (km²) | Vzdálenost od ústí (km) | Ústí kde          | Koordináty ústí                  |
| ------------------- | --------- | ---------- | ------------ | ----------------------- | ----------------- | -------------------------------- |
| 30010131            | Ramočia   | 11,3       | 29,4         | 14,8                    | Paramotis         | 55°44′6″ s. š., 22°53′8″ v. d.   |
| 30010138            | Ubesiukas | 5,0        | 9,8          | 8,8                     | Liepynai          | 55°45′30″ s. š., 22°52′24″ v. d. |
| 30010141            | Smertupis | 6,9        | 7,2          | 2,7                     | Lykšilis/Vabaliai | 55°47′1″ s. š., 22°47′48″ v. d.  |

- Pravé:

| Hydrologické pořadí | Řeka       | Délka (km) | Povodí (km²) | Vzdálenost od ústí (km) | Ústí kde  | Koordináty ústí                  |
| ------------------- | ---------- | ---------- | ------------ | ----------------------- | --------- | -------------------------------- |
| 30010133            | Lendrė     | 6,9        | 5,5          | 11,7                    | Pabiržiai | 55°44′24″ s. š., 22°54′35″ v. d. |
| 30010134            | Dumbliukas | 3,4        | 8,0          | 9,5                     | Pabiržiai | 55°44′28″ s. š., 22°54′46″ v. d. |
| 30010136            | Mergupis   | 3,4        | 8,0          | 8,3                     | Laikšės   | 55°45′17″ s. š., 22°54′25″ v. d. |
| 30010139            | Gatupis    | 4,0        | 4,0          | 6,4                     |           |                                  |

## Sídla při řece
- Paramotis, Laikšės, Vabaliai